# Brexit: The Uncivil War
Brexit: The Uncivil War' és una pel·lícula britànica de l'any 2019, basada en fets reals, escrita per James Graham i dirigida per Toby Haynes. La pel·lícula reconstrueix la campanya electoral del referèndum de 2016, mitjançant el qual el poble britànic va prendre la decisió d'abandonar la Unió Europea, esdeveniment conegut com a Brexit, en particular les tècniques d'utilització de dades massives (big data) agafades de les xarxes socials, com Facebook i Twitter, per influenciar el vot de la població, aplicades sota la direcció de Dominic Cummings -director de Campanya a favor del Brexit- i l'empresa Cambridge Analytica.
Es va estrenar al Regne Unit per Channel 4 el 7 de gener i als Estats Units per HBO el 19 de gener. Benedict Cumberbatch interpreta a Dominic Cummings, el director de campanya del grup de suport al Brexit anomenat Vote Leave.

## Sinopsi
El 2016 va tenir lloc al Regne Unit un referèndum que va tenir com a objectiu decidir sobre la permanència o sortida de la Unió Europea. En l'esmentat referèndum el poble britànic va decidir sortir de la UE, esdeveniment conegut com a Brexit, un acrònim derivat de les paraules "Britain" i "exit" (sortida). La campanya va durar vuit setmanes i va canviar profundament la conformació del Regne Unit i d'Europa. La pel·lícula mostra des d'una perspectiva estratega què va ocórrer durant el procés electoral.
Toby Haynes, qui ha dirigit capítols de sèries com "Sherlock" o "Black Mirror", debutà en les pel·lícules per a televisió amb "Brexit: The Uncivil War". El conegut actor Benedict Cumberbatch ("Doctor Estrany", "Sherlock"), encapçala un repartiment d'actors compost per noms com el de Lee Boardman ("Roma") o Jay Simpson ("Rush"), entre d'altres.
La pel·lícula explora com les tècniques modernes de campanya basades en dades van contribuir a una de les decisions més inesperades, altament carregades i controvertides en la història política moderna.

## Repartiment
- Benedict Cumberbatch com a Dominic Cummings
- Rory Kinnear com a Craig Oliver
- Lee Boardman com a Arron Banks
- Richard Goulding com a Boris Johnson
- John Heffernan com a Matthew Elliott
- Oliver Maltman com a Michael Gove
- Lucy Russell com a Elizabeth Denham
- Paul Ryan com a Nigel Farage
- Kyle Soller com a Zack Massingham
- Liz White com a Mary Wakefield
- Kate O'Flynn com a Victoria Woodcock
- Nicholas Day com a John Mills
- Tim McMullan com a Bernard Jenkin
- Gavin Spokes com a Andrew Cooper
- Mark Dexter com la veu de David Cameron
- Mark Gatiss com la veu de Peter Mandelson
- Gabriel Akuwudike com a Robin
- John Arthur com a Roger
- Rakie Ayola com a Llitera
- Jay Simpson com a Steve
- Heather Coombs com a Sandra
- Kiran Sonia Sawar com a Shamara

## Producció

### Guió
James Graham, el guionista de la pel·lícula, va escriure originalment un primer esborrany sobre David Cameron, el primer ministre del Regne Unit durant la votació. No obstant això, després ho va canviar a Dominic Cummings, el director de campanya del grup oficial designat de suport a Brexit, Vote Leave. En una entrevista a Channel 4 News, Graham va revelar que la pel·lícula estava basada en els llibres All Out War: The Full Story of How Brexit Sank Britain's Political Class de l'editor polític del Sunday Times Tim Shipman, i Unleashing Demons: The Inside Story of Brexit del director de comunicacions de David Cameron a Downing Street que era Craig Oliver, i en entrevistes amb els estrategs de la campanya involucrats, Cummings en particular. Oliver va actuar com a consultor en la pel·lícula. Amb la finalitat d'interpretar millor al personatge principal, Dominic Cummings, Benedict Cumberbatch el va visitar a la casa de la seva família.

### Filmació
La pel·lícula es va estrenar oficialment el maig de 2018 per Channel 4 amb Benedict Cumberbatch interpretant Dominic Cummings. La filmació va començar al juny amb el repartiment general, incloent-hi a Rory Kinnear i John Heffernan.